# Dobra, Alba
Dobra este un sat în comuna Șugag din județul Alba, Transilvania, România.

## Obiective turistice
- Rezervația naturală Pinteni din Coasta Jinei (1 ha).